# Martin Opitz

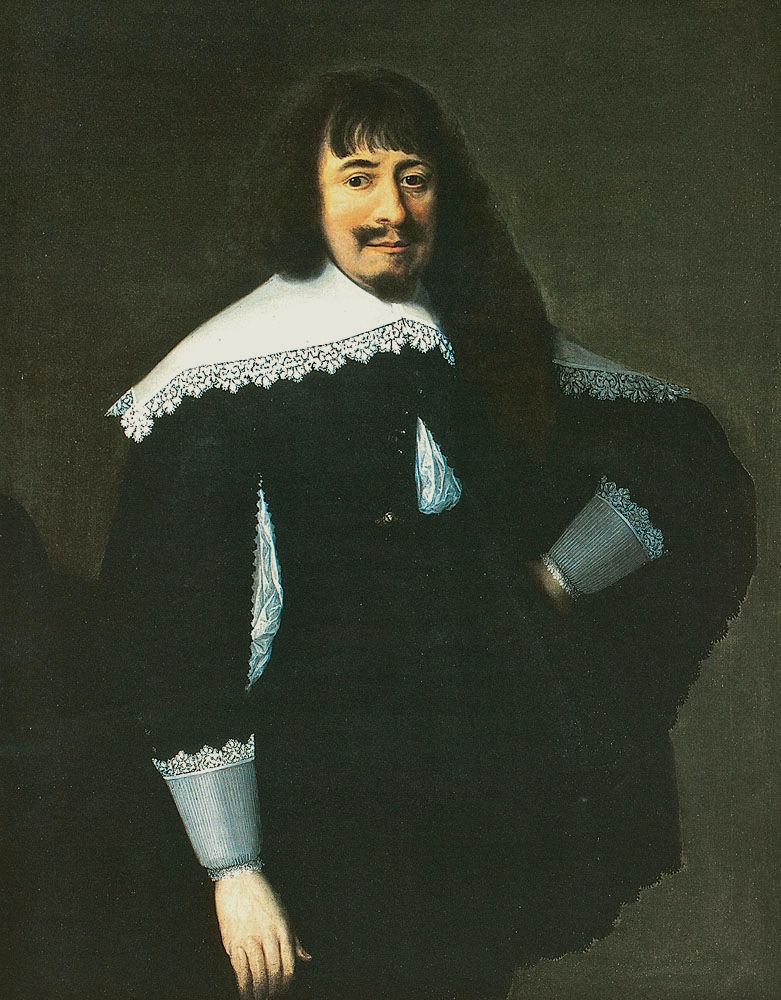
Martin Opitz

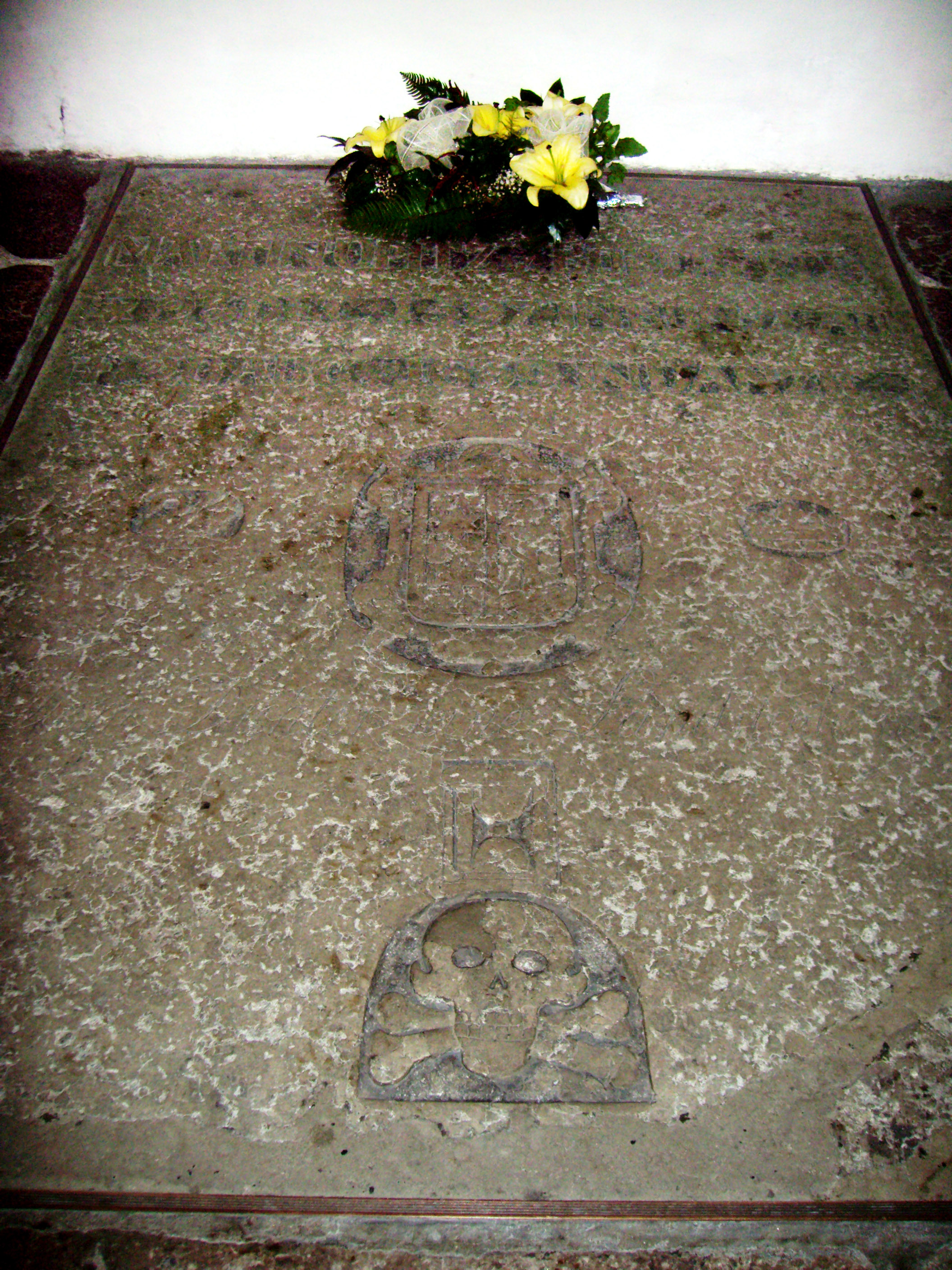
Náhrobek Martina Opitze v polském Gdaňsku

Martin Opitz von Boberfeld (23. prosince 1597, Bolesławiec – 20. srpna, 1639 Gdaňsk) byl německy píšící básník a vydavatel období baroka, zakladatel tzv. slezské básnické školy. Vytvořil nový typ poetiky, jejímž základem byla rétorika.

## Život
Martin Opitz byl synem řezníka Sebastiana Opitze a jeho první ženy Marty Rohmannové. Od roku 1605 navštěvoval latinskou školu ve svém rodném městě. Od roku 1614 navštěvoval Maria-Magdalenen-Gymnasium ve Vratislavi. 1617 dokončil studium na Gymnáziu v polském městě Bytom Odrzański. Od roku 1619 studoval filozofii a práva na univerzitě v Heidelberku, kde byl v kontaktu s Heidelberským humanistickým kruhem, do kterého patřili např. Julius Wilhelm Zincgref, Caspar von Barth nebo Jan Gruter. Během třicetileté války působil jako domácí učitel šlechticů a procestoval tak Nizozemí a Dánsko.
Při pobytu Jutském poloostrově vzniklo jeho dílo Werk Trostgedichte in Widerwärtigkeit des Kriegs, které bylo vydáno o 13 let později.
Na Univerzitě v Leidenu se spřátelil s Danielem Heinsiusem, aby lépe poznal holandskou poezii. Danielu Heinsiusovi poté přeložil dílo Lobgesang Jesu Christi.
Od roku 1622 pracoval Opitz jako učitel literatury a filozofie na Gymnáziu ve Weißenburgu v Sedmihradsku. Během jeho pobytu ve Weißenburgu vznikla báseň Zlatna. Po jeho návratu do Slezska pracoval ve službě u vévody Georga Rudolfa von Liegnitze.
V roce 1624 vydal Opitz své největší dílo s názvem Knížka o německém básnictví (Buch von der Deutschen Poeterey). V tomto díle Opitz popisoval zásady německého nového básnictví a vytvořil tak teoretický základ pro jazykovou literární reformu v Německu. Jeho pravidla se neřídila tradičním antickým metrem, nýbrž měl svoji metrickou formu, která byla přizpůsobena němčině. Definoval jednotlivé žánry, ale také zdůrazňoval vliv rétoriky na lyriku. V literatuře chtěl oprostit německý jazyk od nářečních výrazů.
V roce 1625 složil Opitz smuteční báseň na počest zemřelého arcivévody Karla. Za tuto zásluhu byl císařem Ferdinandem II. povýšen do šlechtického stavu, jeho titul zněl Poeta Laureatus Martin Opitz von Boberfeld. I přes titul šlechtice musel Opitz bojovat o své místo a uznání na poli německého básnictví.
Pro upevnění své pozice básníka se stal členem literární společnosti Fruchtbringende Gesellschaft v Köthenu. Jeho přátelé byli August Buchner, Friedrich von Schilling.
Svou diplomatickou kariéru, i přes literární snažení, Opitz neopustil. Na příkaz svého zaměstnavatele hraběte Karla Hannibala von Dohna v roce 1630 odcestoval do Paříže. V Paříži potkal Huga Grothia, jehož dílo Über die Wahrheit der christlichen Religion Opitz přepsal do nové metrické formy přizpůsobené němčině.
Poté se na nějaký čas Opitz usadil v Gdaňsku, kde pracoval. Vytvořil si kontakty u polské šlechty a v roce 1636 se stal dvorním historiografem u krále Vladislava IV. Vasy. Jako historiograf se Opitz zabýval hlavně studiem starogermánské poezie a začal se studiem sarmatské kultury. V roce 1639 vydal své dílo Annolied, jejíž rukopis se nedochoval. Nezanedbával své diplomatické povinnosti a zásoboval krále politickými analýzami a zprávami a naopak o situaci v Polsku informoval Švédsko.
V Gdaňsku vytvořil Opitz další jeho dílo Deutsche Poemata, která byla věnována hraběnce Sibylle Margarethe Dönhoff.
Martin Opitz měl hodně příznivců, kteří ho považovali za otce nového básnického umění. Jeho cílem bylo reformovat německé básnictví podle humanistických zásad a naopak ho oprostit od přežitých antických forem, které se dosud používaly. Pokládal německé básnictví za umění, kterému přikládal vysoké postavení.
Martin Opitz zemřel 20. srpna 1639 v Gdaňsku na následky morové nákazy. Jeho hrob se nachází v Mariánské bazilice v Gdaňsku.

## Dílo

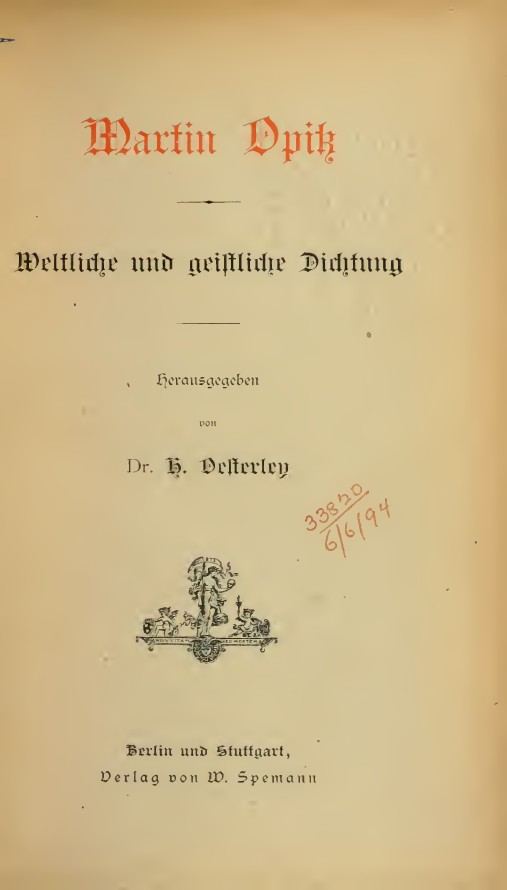
Weltliche und geistliche Dichtung (1888)

- Buch von der Deutschen Poeterey, 1624
- Deutsche Poemata, 1625
- Die Schäfferey von der Nimfen Hercinie, 1630[4]